# Reserva Biológica Marinha do Arvoredo
A Reserva Biológica Marinha do Arvoredo é constituída pelas ilhas de Galés, Arvoredo e Deserta e pelo Calhau de São Pedro. Encontra-se no litoral do estado brasileiro de Santa Catarina, a leste da baía de Zimbros em Bombinhas e ao norte da Ilha de Santa Catarina, onde está situada parte do município de Florianópolis.

## História
A Reserva Biológica Marinha do Arvoredo e foi criada pelo decreto n.º: 99.142 de 12 de março de 1990.

## Caracterização da área
A Reserva Biológica Marinha do Arvoredo soma uma área de  17,600 ha, com o objetivo de preservação integral uma amostra representativa dos ecossistemas da região costeira ao norte da ilha de Santa Catarina, suas ilhas e ilhotas, águas e plataforma continental, com todos os recursos naturais associados, sem interferência humana direta ou modificações ambientais, com exceção das medidas de recuperação de seus ecossistemas alterados e as ações de manejo necessárias para recuperar e preservar o equilíbrio natural, a diversidade biológica e os processos ecológicos naturais.

## Visitação
A reserva, por pertencer à categoria de Reserva Biológica, é fechada à visitação.
As ilhas que compõem a Reserva Biológica Marinha do Arvoredo foram um destino tradicional de mergulho recreativo no sul do Brasil desde a década de 1980. A partir de 2000, a Reserva foi fechada para o mergulho recreativo por determinação da Lei do Sistema Nacional de Unidades de Conservação SNUC e as operadoras de mergulho passaram a restringir sua atuação ao sul da Ilha do Arvoredo, que não faz parte da Reserva Biológica. Existem saídas regulares de operadoras de mergulho partindo de Florianópolis e Bombinhas.